# 京都競馬場線

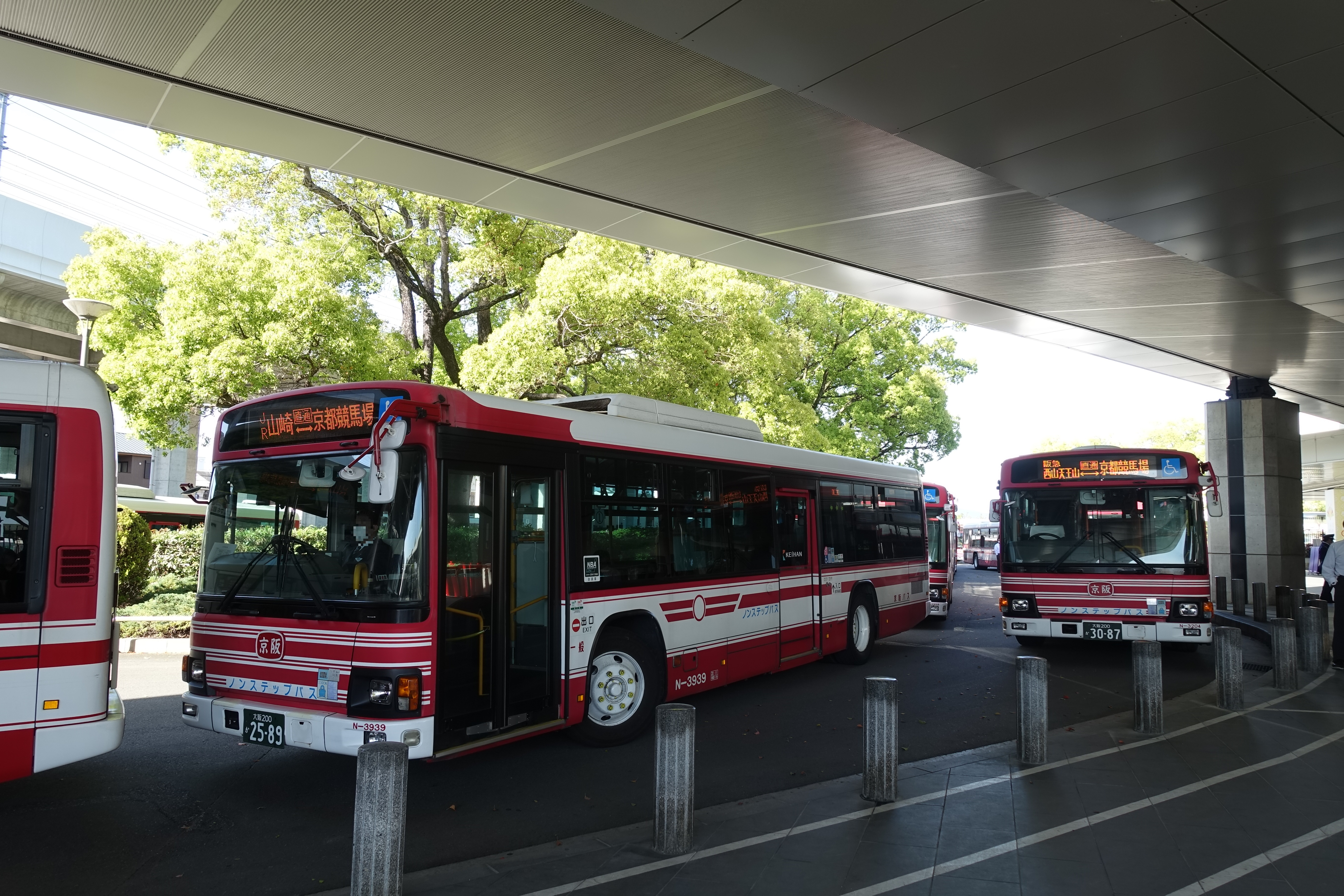
京都競馬場のステーションゲート前にて待機する京都競馬場線のバス（JR山崎発着系統は廃止済）

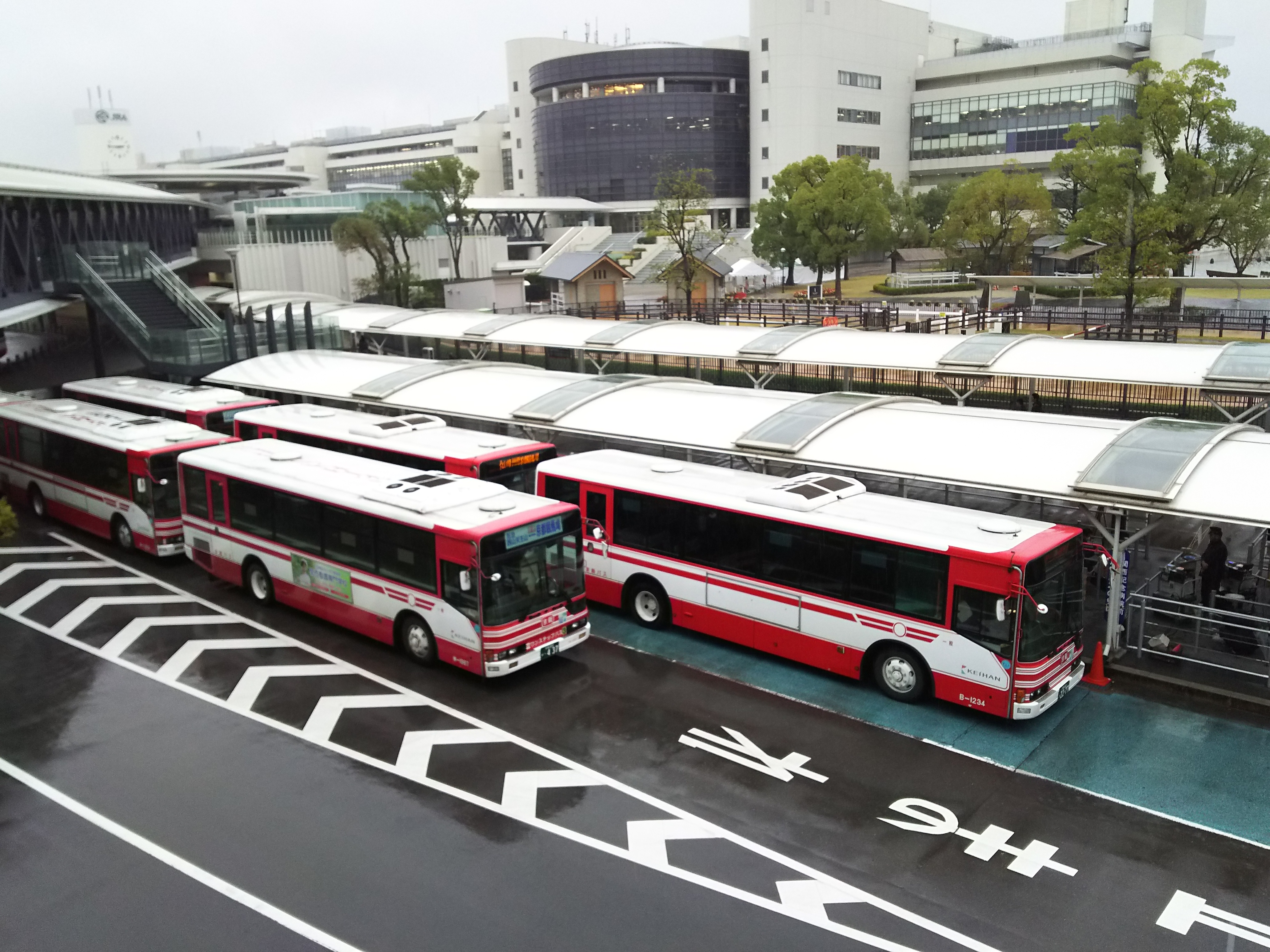
京都競馬場のバス停にて待機する京都競馬場線のバス

京都競馬場線（きょうとけいばじょうせん）とは、阪急西山天王山駅と京都競馬場を結ぶシャトルバス路線で、京阪バスが京都競馬開催日に運行している。かつての路線名は「淀競馬場線」であった。

## 担当営業所
京阪バスの公式サイトでは枚方営業所の運賃表に掲載されており、枚方営業所の臨時路線にも見えるが、枚方営業所をはじめ、高槻営業所・交野営業所・男山営業所・山科営業所の車両が運用されている（2022年3月までは香里団地営業所も担当）。特に男山営業所の車両は、管轄開始の頃の2007年から翌2008年までは旧・京阪宇治交通のツーステップバス車両が主に運用され、旧・京阪宇治交通車両が阪急京都本線沿線やJR京都線沿線に乗り入れる運用が見られた。現在は京阪バスで購入した車両を中心に運行されている。
なお、男山営業所車両は2007年11月10日の男山管内改正より運用が開始されたものである。また旧・京阪宇治交通のツーステップバス車両は2008年末までに全てが置き換えられた。なお旧・京阪宇治交通のノンステップバスについては京都競馬場線で運用される事例は極めて少ない。

## 運行系統
- 阪急西山天王山 - 京都競馬場

2014年1月までは阪急京都本線と京都競馬場を結ぶバスは水無瀬駅から発着していたが、2月1日より西山天王山駅発着に変更となった 。これと同時に、路線名を「淀競馬場線」から「京都競馬場線」に、「淀競馬場前」停留所の名称を「京都競馬場」に変更した。
これとは別に、京都競馬場ステーションゲート（旧・二号入場門前）と駐車場を結ぶシャトルバスも運行されている（現在は山科営業所と男山営業所が管轄）。
2009年より水無瀬系統で運用される車両に関しては大阪府の流入車規制の関係上、適合車及び経過措置対応車の車両が限定運用されていた。現在は西山天王山系統と山崎系統のいずれも大阪府に入らないため、この規制の適用がなされなくなったことにより、運用車両に制限はない。
かつては四条大宮発着便が運行されていた時期があったが、1997年4月4日に廃止された。
2016年12月3日から、場外発売日の運行はJR山崎駅発着便は阪急西山天王山を経由するルートになった。
2020年11月7日から、京都競馬場の大規模工事に伴い本路線の運行を休止していたが、2023年4月22日から京都競馬場のグランドオープンに伴い運行再開した。
2023年8月12日から、場外発売日の運行が廃止となり京都競馬開催日のみの運行となった。
2024年4月20日から、JR山崎駅発着便の運行が廃止された（最終運行日は2024年2月18日）。

## 廃止系統
- 四条大宮 → 淀競馬場前
- 阪急水無瀬 - 淀競馬場前
- JR山崎 - 阪急西山天王山 - 京都競馬場（場外発売日のみ）
- JR山崎 - 京都競馬場

## 運賃
- 阪急西山天王山 - 京都競馬場は大人230円・小児120円である。原則として乗車時に支払いとなる。
- 運賃支払いには現金のほか、PiTaPa・ICOCAをはじめとする交通系ICカード乗車券も利用できる。
- 駐車場シャトルバスは無料である。

## その他
- 京阪淀駅バス停が京都競馬場の近くにあるが京都競馬場線は通過する。このため、同バス停を発着する京都京阪バスや京都市バスおよび阪急バスとは接続していない。